# 邦热苏斯杜加略
邦热苏斯杜加略是巴西米纳斯吉拉斯州的一个市镇。总面积590.971平方公里，总人口15198人，人口密度25.7人/平方公里。